# Anna Zippel
Anna Zippel, también deletreado como Sippel o Sippela (ejecutada el 29 de abril de 1676), fue una presunta bruja sueca, una de las más famosas de los juicios por brujería de Katarina en Estocolmo durante la gran histeria de brujas llamada "Det stora Oväsendet" ("El gran ruido"), que estalló en Suecia de 1668 a 1676; apodada "La Reina de Blockula", y junto con su hermana Brita Zippel probablemente la bruja más famosa de la historia sueca, destacó por su orgullosa defensa.
Junto con su hermana, Brita Zippel, y su amiga y socia empresarial Anna Månsdotter, fue la primera mujer en Estocolmo en ser acusada de secuestrar niños para el sabbat de Satanás en Blockula.

## Trasfondo
Anna Zippel era una mujer rica de clase media. Sus hermanos eran instructores de deportes en la corte real, y su marido Bengt Bråk poseía varias panaderías, propiedades, y un molino. Ella vendía las medicinas que hacía su buena amiga, la independiente y atractiva sombrerera, Anna Månsdotter. Apoyó a su hermana empobrecida Brita Zippel, aunque nunca fueron cercanas. A diferencia de su hermana Brita Zippel, era una mujer digna y respetada. Tenía su lugar en la alta sociedad y, según testigos, estaba en términos amistosos con la esposa del alcalde Thegnérs, la esposa del capitán de la ciudad, Margareta Remmer, y madame de la Vallée, esposa del famoso arquitecto de la Casa Real Jean de la Vallée. Consciente de que no se aceptaban acusaciones de brujería contra miembros de las clases superiores, Anna más tarde declararía esto en su juicio.
Anna fue descrita como una mujer alta y orgullosa de porte elegante, y parece haber estado interesada en la moda. Los niños la describieron como la "Reina de Blockula", vestida con ropa cara a la moda, con diamantes, cola en el vestido, y el cabello en rizos. Las acusadoras adolescentes reclamaron que las había vestido para su boda con el Diablo. Es probable que haya sido acusada debido a su hermana y su amiga. Su hermana, Brita, había sido acusada de hechicería dos veces antes y debido a su mal carácter muchos la rehuían, y su amiga, Anna Månsdotter era apodada "Vipp-upp-med-näsan" ("Nariz arriba") debido a su provocativa confianza, desprecio por los chismes y la opinión pública, y su negocio de venta de medicinas a personas ricas. Anna Månsdotter también había enseñado a coser a las hijas de Anna Zippel.

## Acusación
Un niño la señaló en la calle, chillando "es la que me llevó al Diablo!" antes de desmayarse. Las personas empezaron a afirmar que su medicina en realidad eran pociones mágicas. Su antigua sirvienta se presentó con una letanía de reclamaciones: Zippel la envió a misiones misteriosas en medio de la noche, Zippel se reunía con Anna Månsdotter en su habitación en la noche, el Diablo llenó el sótano de Zippel con dinero regularmente, el fantasma de un perro guardaba su jardín, y se bañaba cada vez que preparaba sus medicinas. La sirvienta también acusó a Zippel de pedirle la primera sangre de su menstruación, diciéndole que la usara para untar su cuerpo con ella y utilizarla para escribir un nombre en su frente. La sirvienta también reclamó que había estado enferma durante tres años después de dejar la casa de Zippel. El marido de Anna Zippel también fue acusado de secuestrar niños a Blockula.
Cuando los hijos de su hermana y los suyos propios fueron interrogados, afirmaron que los habían llevado al sabbat. Los hijos de su hermana estaban aún más ansiosos de señalarla a ella que a su madre, diciendo que les llevaba junto al Diablo cuándo su madre estaba indispuesta. La amiga de Zippel, Anna Månsdotter, fue también acusada de secuestrar niños, y de raspar el oro de las campanas de la iglesia en su camino a Blockula (en sueco moderno, Blåkulla). Anna Zippel fue considerada una bruja muy poderosa desde que cuando fue llevada a prisión, escupió a un hombre que le gritó y este cayó muerto. Un cuidador en la prisión que la miró a la cara murió también.

## Juicio
Anna Zippel se comportó con gran dignidad durante el juicio, defendiéndose con valentía y confianza. Cincuenta testigos testificaron contra ella. Declaró que ella y su marido habían hecho su fortuna con trabajo duro y compañerismo, y que ella y su amiga Anna Månsdotter solo tenían una gran habilidad para preparar medicinas. Dijo que estaba orgullosa de la forma en que trataba a sus hijos y sus sirvientes, y que la gente había venido con esas acusaciones por celos y envidia. Dijo que no importaba cuantas personas testificaran en su contra— ella todavía era inocente— e incluso si todos los sacerdotes y obispos en el reino testificaran en su contra, eso no cambiaría aquel hecho.
Rechazó todas las acusaciones hechas contra ella, su hermana, y su amiga, tildándolas de hechas por maldad y agresión. Cuando las tres mujeres fueron sentenciadas a ser decapitadas y quemadas en la hoguera, respondió, "Bueno! Todavía soy inocente! Dios te perdone por el veredicto que acabas de hacer!"

## Ejecución
Durante la ejecución, Anna parecía haber perdido toda voluntad de luchar. A diferencia de su hermana, Brita Zippel, que luchó a cada paso y llamó mucho la atención por su feroz oposición, Anna fue descrita como completamente insensible, como inconsciente de todo lo que pasaba. Fue ejecutada la segunda. No dijo nada, no escuchó a los sacerdotes y ni siquiera se movió. Los ayudantes del verdugo la subieron a la pira como si fuera una muñeca. Allí, fue decapitada, la cabeza clavada en una estaca, su cadáver atado a una escalera, y ambos arrojados al fuego.